# Claude Dourthe
Vous lisez un « article de qualité » labellisé en 2022.
Pour les articles homonymes, voir Dourthe.

a Compétitions nationales et continentales officielles uniquement.

b Matchs officiels uniquement.
Claude Dourthe, né le 20 novembre 1948 à Magescq, est un joueur international français de rugby à XV qui évolue au poste de centre du milieu des années 1960 à celui des années 1970. Il commence sa carrière avec le club landais de l'Union sportive dacquoise.
Il compte 33 sélections en équipe de France entre 1966 et 1975, avec dix essais à son actif. Parmi les lignes arrières tricolores, il est l'un des acteurs des deux victoires consécutives lors du Tournoi des Cinq Nations en 1967 et 1968, avec un Grand Chelem à la clé, ainsi que lors de la victoire partagée de 1973. Capitaine de l'équipe à trois reprises, il participe également à six tournées dans les nations de l'hémisphère sud.
Fidèle à son club durant toute sa carrière, avec douze saisons en équipe première, il s'incline avec les Dacquois en finale du championnat de France en 1966, avant de remporter à deux reprises le challenge Yves du Manoir.
Son fils, Richard Dourthe, connaît une carrière au parcours similaire, formé à l'US Dax et évoluant au même poste, avant de porter le maillot de l'équipe de France.

## Biographie

### Jeunesse
Claude Dourthe grandit dans son village natal de Magescq, dans le département des Landes, dans le Sud-Ouest de la France, auprès de Yves, l'un de ses deux frères aînés, ainsi que de ses amis d'enfance Claude Barrère et Georges Capdepuy,.
Enfant, il étudie à l'école communale de Magescq, puis à partir de la rentrée 1961 au collège d'enseignement général de Soustons. Au sein de ce dernier, il pratique régulièrement le rugby sous son format à sept adapté aux compétitions scolaires,, entraîné par le professeur Desclaux,. Aligné au poste de centre avec l'équipe minimes, il remporte la Coupe inter-régionale à sept. L'année suivante, le collège de Soustons remporte le championnat des Landes cadets à sept, s'imposant contre l'équipe de l'Union sportive dacquoise, club de la sous-préfecture sur le score de 9 à 3, avec deux essais marqués par Dourthe.

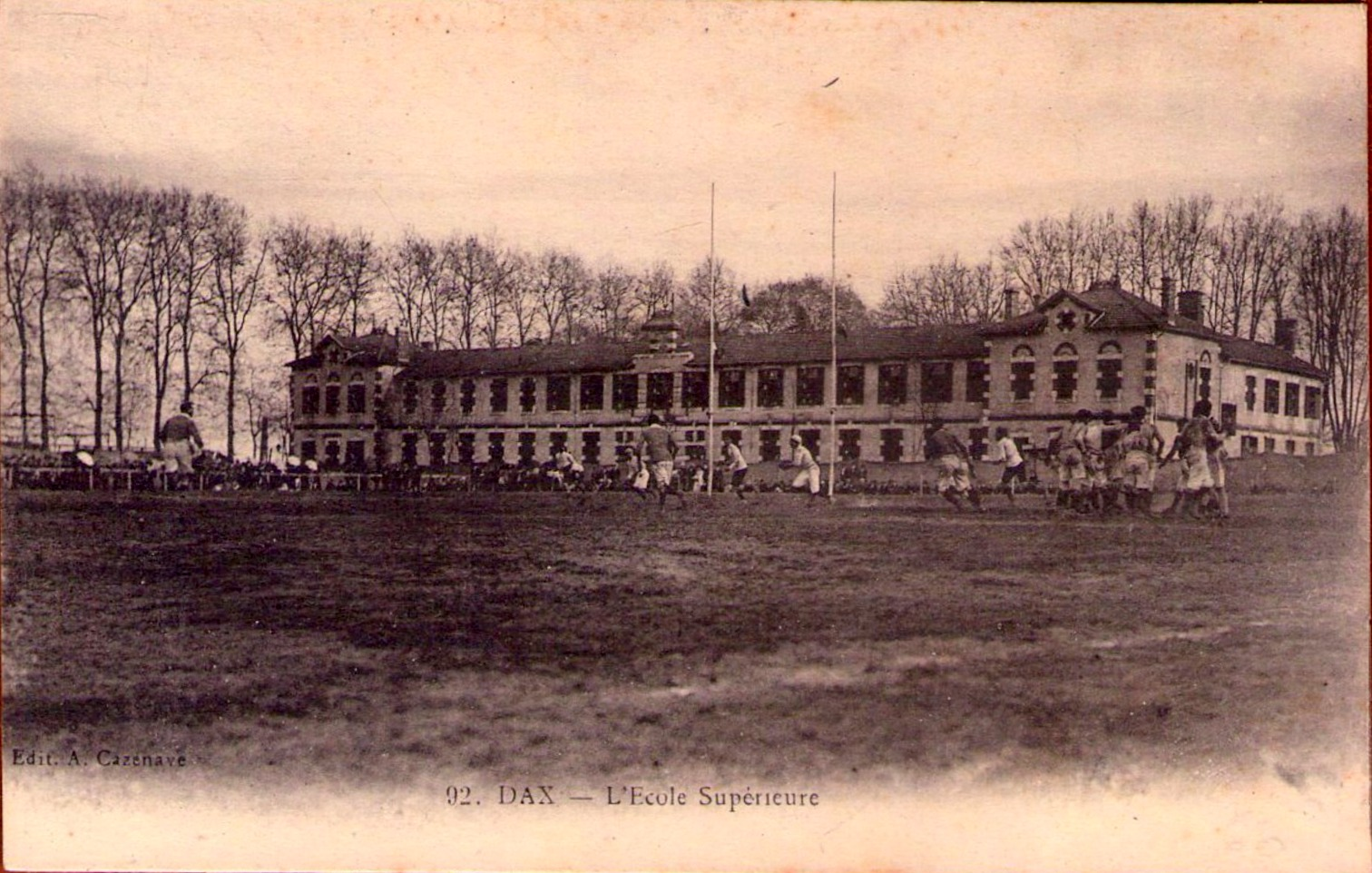
Claude Dourthe étudie dans sa jeunesse à l'École supérieure de Dax (ci-contre en arrière-plan derrière le terrain de rugby du champ de Cuyès).

Titulaire du Brevet d'études du premier cycle, il continue ses études à la rentrée 1964 à l'École supérieure de Dax. Fréquentant des joueurs de l'US Dax, il est alors repéré par des membres du club ; contre la volonté de sa mère, il dispute une mi-temps d'une rencontre avec les cadets du club contre celui du Peyrehorade sports, inscrivant trois essais et étant au cœur de l'action de deux autres. Il porte encore à deux reprises le maillot dacquois cette saison,. Avec l'équipe scolaire de l'École supérieure, il s'essaie très brièvement au poste de troisième ligne aile.
Reçu pour intégrer l'École normale, il intègre celle d'Agen à défaut de place disponible à celle de Dax. En Lot-et-Garonne, sa réputation arrive jusqu'au président du club du Sporting Union agenais, Pierre Lacroix, par l'intermédiaire de son oncle ; le président lui fait ainsi signer une licence avec le club agenais. Néanmoins, la directrice de l'École normale d'Agen, opposée à la pratique du rugby, ne délivre pas à Dourthe d'autorisation pour pratiquer ce sport dans un club civil ; il n'évoluera ainsi jamais sous les couleurs du SU Agen. Également interdit de rugby dans le milieu scolaire, il pratique le cross en parallèle de ses études d'instituteur, en concurrence avec Charles Nieucel, futur joueur du SUA ; il s'inscrit aussi aux sections de nombreux sports collectifs, principalement du handball, ainsi que du volley-ball et du basket-ball.
Bien qu'il étudie en Lot-et-Garonne, Dourthe reste suivi par des membres de l'US Dax ; alors qu'il rentre dans les Landes lors de vacances scolaires de Pâques 1965, il est convoqué par Jean Bachelé, entraîneur des cadets dacquois, ; il dispute les quarts de finale du championnat de France contre le CA Bègles, participant à la victoire avec deux essais inscrits, puis contribue à l'accession des jeunes Dacquois en finale, marquant un essai décisif contre le CA Lannemezan. Le 8 mai, la date de la finale coïncidant à une permission de sortie, il se déplace à Arcachon pour affronter le Stade toulousain. Ces derniers font figure de favoris, avec un paquet d'avants au physique plus robuste que celui des Landais, et alignant aux ailes Jack Cantoni et Michel Jacomet. Dourthe, alors d'un gabarit de 66 kg, marque un but au pied puis un essai ; les Dacquois, plus rapides que des Toulousains « aux allures d'adulte » s'imposent finalement sur le score de 8 à 4. Ses performances avec les cadets dacquois,, bien qu'il n'ait joué avec eux que « quatre ou cinq matchs », lui permettent d'être repéré par Jean Desclaux, entraîneur de l'équipe première, sur les recommandations de Jean Bachelé.

### Premiers pas jusqu'en finale avec Dax
Après son parcours avec les cadets de l'US Dax, Dourthe retourne à son quotidien d'étudiant à Agen, loin des terrains de rugby. Deux semaines après la finale jouée avec les cadets dacquois, il assiste à la rencontre amicale organisée dans la préfecture lot-et-garonnaise, opposant le SU Agen local, tout juste sacré champion de France, à l'US Dax. Après l'avoir aperçu dans les tribunes, l'entraîneur dacquois Jean Desclaux le convie de manière improvisée à disputer une partie de la rencontre : Claude Dourthe porte ainsi le maillot de l'équipe première pour la première fois, alors âgé de 16 ans et demi. Trois jours plus tard, il est invité par le club rouge et blanc à se rendre le dimanche à Brive-la-Gaillarde pour un autre match amical des Dacquois, cette fois chez les finalistes du championnat, le CA Brive. Ces premiers pas avec le groupe lui permettent de participer aux entraînements durant les vacances scolaires, auprès notamment des internationaux Pierre Albaladejo, Jean-Claude Lasserre, Pierre Darbos, ou encore Marcel Cassiède.

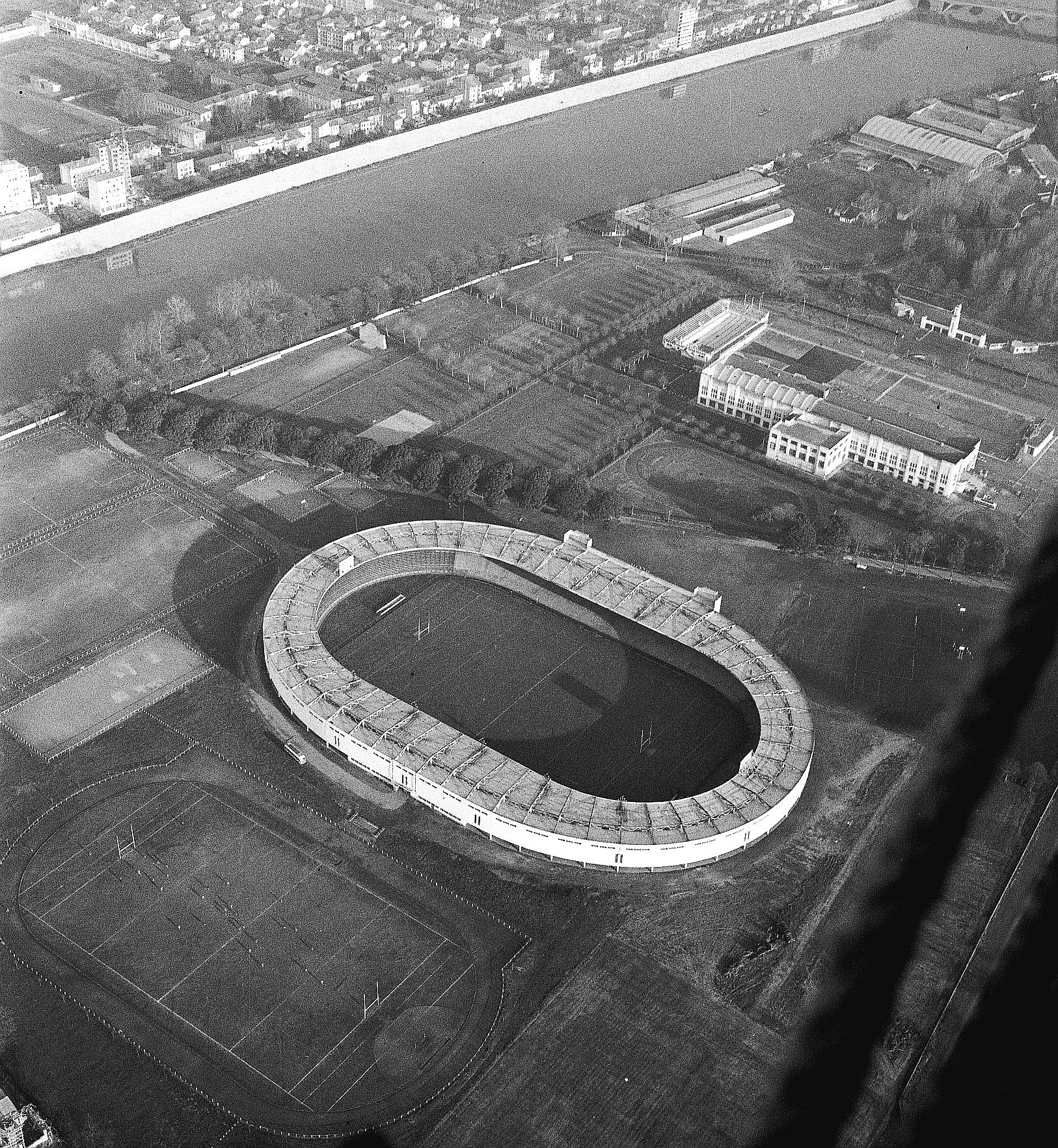
Dès sa première saison avec l'équipe senior de l'US Dax, Dourthe participe à la finale du championnat de France, au stadium municipal de Toulouse en 1966 (ci-contre en 1961), à l'issue de laquelle il s'incline.

Admis sans heurt au sein de l'équipe fanion, le statut étudiant de Dourthe et les kilomètres séparant Dax et Agen gênent ses participations dominicales au championnat de France ; la composition de la poule lui permet tout de même de jouer sous le maillot dacquois. N'ayant aucune chance d'obtenir une dérogation de la part de la directrice de l'École normale agenaise, les dirigeants dacquois œuvrent pour s'assurer les services du joueur. Parmi eux, Chaboz fait spécialement des détours avec son véhicule, notamment pour une rencontre chez la Section paloise pour laquelle il rejoint Agen afin de l'emmener dans le Béarn, avant de le ramener le dimanche soir à l'École normale. À l'École normale d'Agen, Claude Dourthe et son camarade Jacques Pons, licencié à l'US Foix et évoluant lui aussi le dimanche en équipe première, créent une équipe scolaire de rugby, bien qu'ils n'aient pas le support de la directrice de l'établissement ; néanmoins, à la suite d'une convocation disciplinaire des deux joueurs, ils sont tous les deux placés en liste de transfert disciplinaire : alors que Pons est envoyé à l'École normale de Dax, Dourthe prend la direction de celle de Lescar, dans le Béarn. L'établissement de l'arrondissement palois, largement plus favorable à la pratique de l'ovalie que celui d'Agen, permet à Dourthe de pratiquer le rugby à un rythme régulier ; il y remporte notamment le titre de champion académique junior contre le lycée de Pau, avant de s'incliner contre la même équipe lors de la première édition du championnat de France scolaire. Durant les vacances de Pâques, il est sélectionné avec l'équipe de France scolaire, affrontant son homologue anglaise à Bordeaux,. Avec l'US Dax, il est mis en concurrence avec deux autres centres, Jean-Claude Sanz et Claude Dufau ; il participe aux phases finales du championnat, marquant l'essai de la victoire en prolongations de la demi-finale contre le SC Graulhet à Bordeaux,. Il est à nouveau retenu pour la finale, alors âgé de 17 ans et demi, ; l'USD s'y incline contre le SU Agen, dans un match qui sera retenu comme « la finale la plus violente de l'histoire », marquée par plusieurs bagarres entre avants, et n'ayant permis aux lignes arrières de s'exprimer qu'en seconde mi-temps,.
En août 1966, le président dacquois René Dassé pousse le centre magescquois à entreprendre des études supérieures, et lui propose, à titre personnel, de financer une partie de ses frais de scolarité en échange de sa fidélité au club rouge et blanc. Après un temps de réflexion, Dourthe choisit de se diriger vers la profession de chirurgien-dentiste.

### Appel en équipe de France et première tournée internationale
La saison suivante, le départ de Sanz des lignes arrières dacquoises garantit à Dourthe, en plus de ses précédentes prestations, le poste de titulaire sous le maillot rouge et blanc. Le 24 octobre 1966, il retrouve le maillot de l'équipe de France, cette fois en catégorie junior ; il s'impose contre l'Allemagne à Forbach sur le score de 38 à 3, derrière les avants Claude Spanghero et Daniel Herrero, déjà côtoyés lors de sa sélection scolaire quelques mois plus tôt. La presse l'identifie alors comme un éventuel successeur à un autre centre landais parti à la retraite il y a peu, André Boniface. Le 11 novembre, il participe au traditionnel match entre les sélections de Côte basque et de Paris, au Parc des Princes ; il contribue à la victoire en servant son ailier Bernard Duprat à deux reprises pour l'essai. Adolphe Jauréguy, président de la commission de sélection de la Fédération française de rugby, le convoque alors dans l'effectif de l'équipe de France, deux semaines plus tard. Claude Dourthe obtient alors sa première cape internationale, affrontant la Roumanie à Bucarest, le 27 novembre,,, dans le cadre de la Coupe des nations FIRA ; âgé de 18 ans et sept jours, il devient alors le plus jeune international de l'histoire du rugby français,,. Dans une rencontre « heurtée », il s'accroche notamment avec l'ailier Ciobănel, mais ne réplique pas étant donné son statut de jeune international.

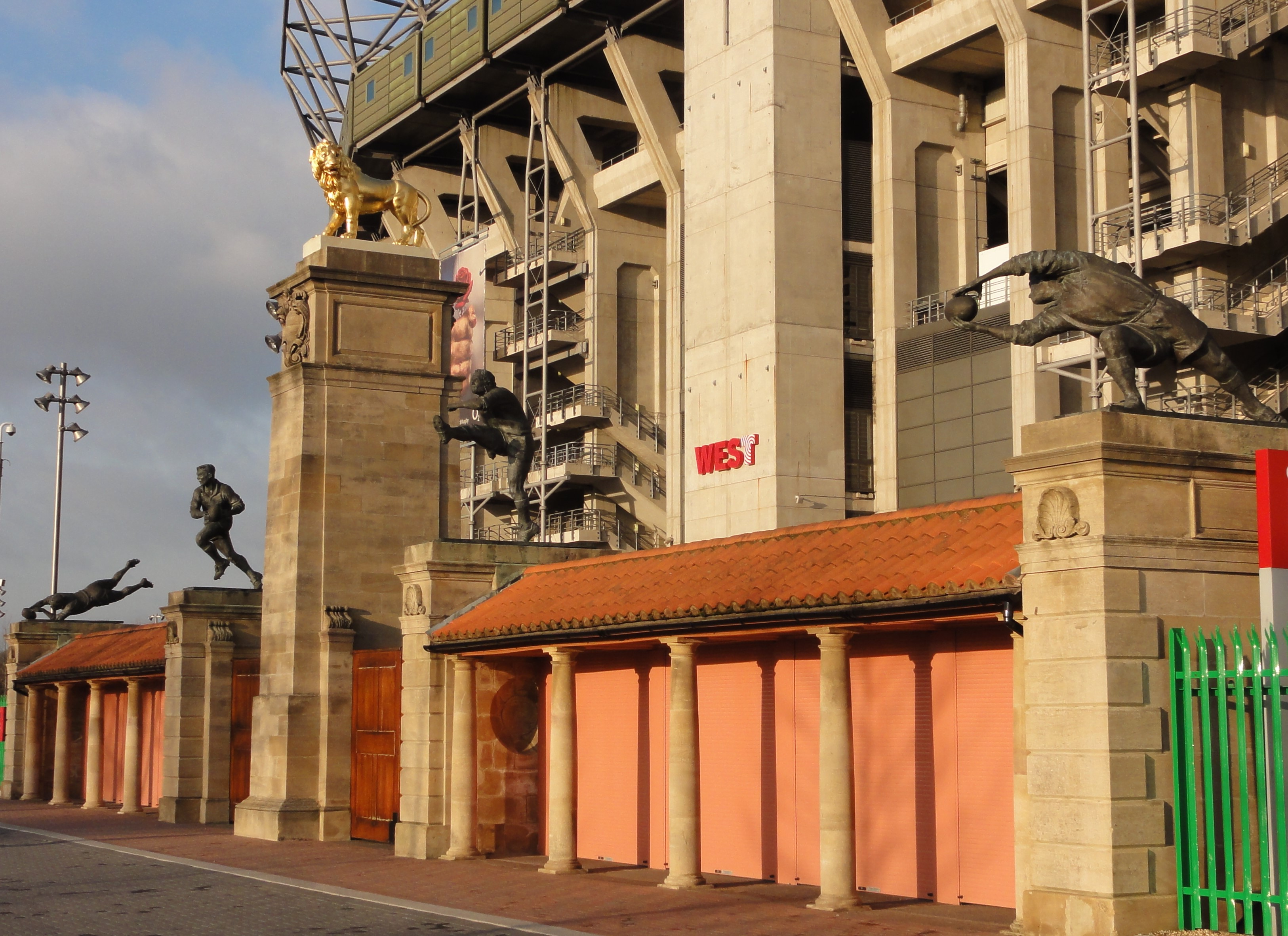
La paire Dourthe-Lux est associée pour la première fois en 2 1967, au stade de Twickenham (ci-contre l'entrée Ouest historique).

Rappelé au printemps sous le maillot tricolore, Dourthe participe aux quatre rencontres du Tournoi des Cinq Nations 1967 ; il joue ainsi son premier match du Tournoi, au stade olympique Yves-du-Manoir contre l'Écosse. Insatisfait de sa prestation contre les Roumains, il fait preuve d'un match plus appliqué, servant Duprat pour le premier essai français après avoir passé le premier rideau de la défense, sur une passe de Gachassin. Avec la blessure du deuxième centre, Jo Maso, les Écossais reviennent au score et enlèvent la victoire. À Londres, il est associé à Jean-Pierre Lux, centre landais de l'US Tyrosse dont c'est la première sélection, alors que c'est seulement la quatrième du Dacquois. Devant la grandeur de l'événement au stade de Twickenham et la pression qui en découle, les deux centres landais sont soutenus par des cadres du XV tricolore eux aussi originaires des Landes, Christian Darrouy, ailier du Stade montois, ainsi que les frères Guy et Lilian Camberabero, la charnière tyrossaise « expatriée » au club de La Voulte sportif. Durant le match, servi par une passe de Walter Spanghero, le centre dacquois marque son premier essai international contre l'Angleterre, « le plus beau de sa carrière » selon ses propres dires, après une course de 50 mètres. Quelques minutes plus tard, Lux lance quant à lui Duprat pour un nouvel essai. Dourthe contribue à la victoire des Français sur le sol anglais. Malgré la défaite initiale en ouverture contre les Écossais, l'équipe de France remporte le Tournoi.

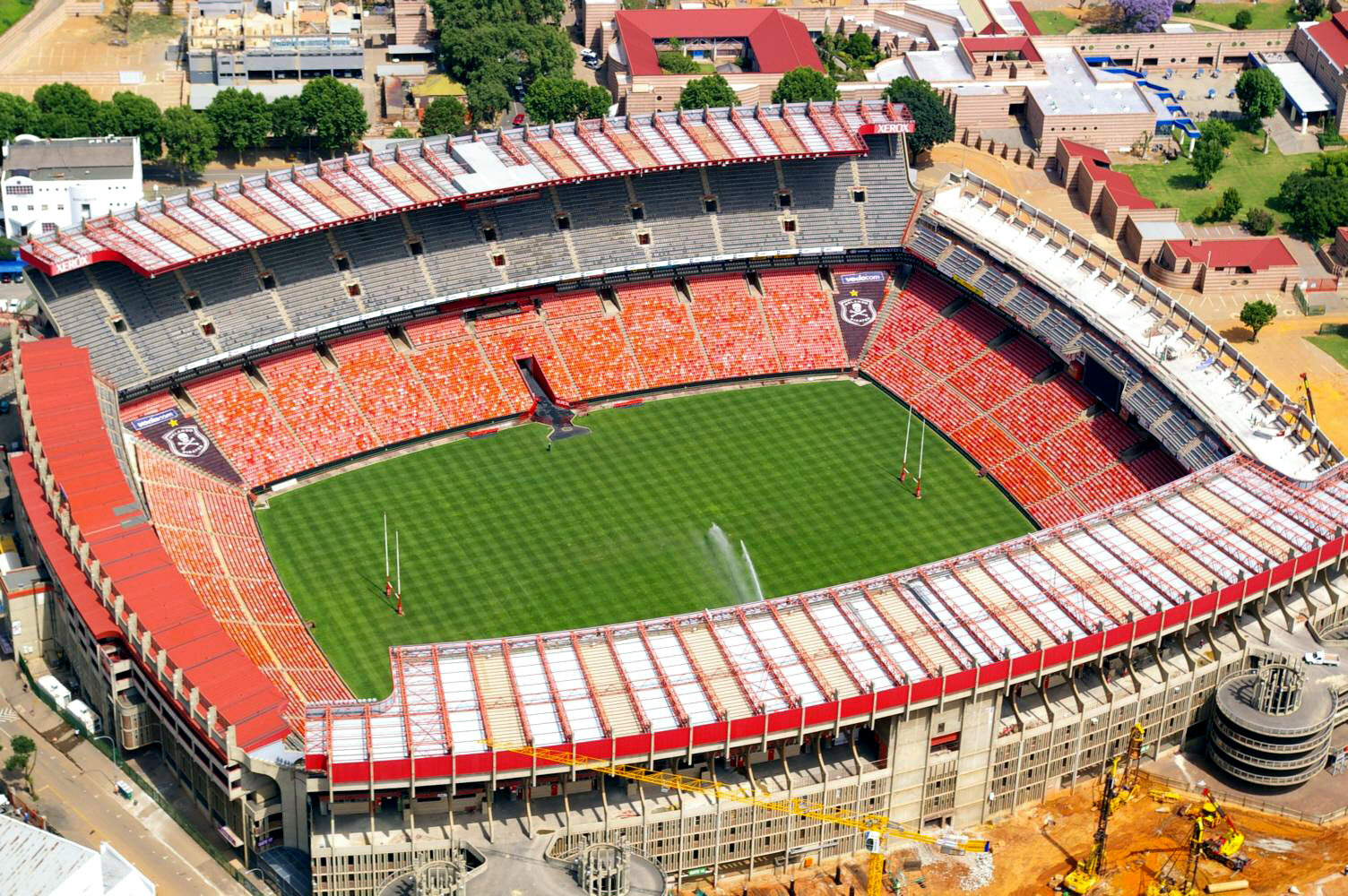
À propos de l'Ellis Park de Johannesbourg (ci-contre en 2009 après des rénovations), Dourthe déclare qu'il [n'a jamais] senti un public aussi dense, 70 à 80000 fervents, aussi sûr de ses compatriotes, dans sa carrière.

En club, l'US Dax est éliminée par le CA Bègles en demi-finale. Après avoir obtenu son baccalauréat à Orléans, Dourthe retrouve le maillot national et participe à sa première tournée, en Afrique du Sud. Après de premiers matchs contre des sélections provinciales, l'équipe de France joue son premier test match contre les Springboks à Durban ; les Européens sont alors dépassés par leurs hôtes sud-africains et s'inclinent sur le score de 26 à 3. Dourthe, auteur du seul essai français, après avoir esquivé Olivier puis de Villiers à la suite d'une mêlée gagnée, s'emploie en défense au plaquage durant toute la rencontre, jusqu'à s'évanouir de fatigue dans les vestiaires après la partie,. La deuxième défaite à Bloemfontein, 16 à 3, conjuguée au discours d'après-match virulent du président de la fédération Marcel Batigne, remobilisent le centre landais,, bien que ce dernier ait un temps envisagé d'abandonner, écœuré par le manque d'implication d'une partie de ses coéquipiers. Il reste sélectionné pour le troisième test match malgré une équipe fortement remaniée avec onze changements de positions ; dans une rencontre plus axée sur le combat des avants au détriment du mouvement de ses attaquants, les Tricolores s'imposent finalement 14 à 19 à l'Ellis Park de Johannesbourg. La semaine suivante, lors du match à Pretoria contre la sélection régionale du Northern Transvaal, il est plaqué dans sa course sur une action d'essai et se fracture nettement la clavicule gauche en chutant en porte-à-faux,. Il manque ainsi le quatrième et dernier test match contre les Springboks, où les deux équipes se séparent sur un match nul (6 partout).

### Le Grand Chelem de 1968
À la rentrée 1967, Dourthe reste en Aquitaine pour poursuivre ses études, à Bordeaux.
À l'automne, il est associé au centre dans le cadre du traditionnel match Paris-Côte basque à l'une de ses idoles, un autre Landais, André Boniface. Avec près de douze ans d'écart, les joueurs des clubs de Dax et de Mont-de-Marsan sont associés avec succès. Quelques jours plus tard, il affronte l'équipe de Nouvelle-Zélande au stade Yves-du-Manoir ; malgré la défaite contre les All Blacks, le centre dacquois a alors affronté toutes les nations majeures du rugby mondial, âgé de tout juste 20 ans,. Toujours en novembre 1967, lors d'un match universitaire, une fracture de son épaule déjà fragilisée lors de la tournée en Afrique du Sud l'été précédent l'éloigne des terrains pour plusieurs mois.
Après avoir manqué les trois premiers matchs victorieux du Tournoi pendant sa période de convalescence, il est rappelé pour disputer la dernière rencontre face au pays de Galles. L'effectif français fait cette année l'objet de nombreuses rotations au poste de centre : Claude Dourthe est ainsi sélectionné en alternance avec Jo Maso, Jean Trillo, Jean Gachassin et Jean-Pierre Lux. Dans la culture populaire, Dourthe, Maso, Lux et Trillo forment alors un groupe de centre performants, surnommé le « carré d'as du rugby »,, d'après le titre de l'ouvrage homonyme de Jean Cormier et Renaud de Laborderie. À l'Arms Park de Cardiff, la rencontre jouée sur un terrain lourd est principalement jouée autour des avants, guidées par la charnière française des frères Guy et Lilian Camberabero, et donne peu d'occasion à la paire de centre Dourthe-Maso de s'exprimer ; le XV de France s'impose sur le score de 9 à 14, ce qui lui permet de remporter le premier Grand Chelem de son histoire,.
En club, les Dacquois participent aux phases finales mais s'inclinent à deux reprises contre le RC Narbonne, en huitièmes de finale de championnat, mais surtout en finale du challenge Yves du Manoir,. Le rythme imposé en club et sous le maillot national, ainsi que par les études universitaires, font connaître à Dourthe une baisse de régime en fin de saison. Après avoir donné la priorité pendant deux mois à ses études, en cycle préparatoire aux études de médecine, il participe à la tournée de l'équipe de France en Nouvelle-Zélande et en Australie. Lors des premiers matchs contre les équipes provinciales, les paires de centre désignées sont Maso-Trillo et Dourthe-Lux, associant les deux Landais. Le Dacquois est nommé capitaine à deux reprises, contre les équipes de Manawatu et de Waikato. Malgré la méforme de Dourthe pour le début de la tournée, n'ayant pas été aligné pour les deux premiers tests contre les All Blacks, le quatuor Dourthe-Trillo-Lux-Maso est aligné sur le terrain pour le match contre la province de Northern Auckland, les deux premiers au centre, le troisième à l'aile et le dernier à l'ouverture ; après une performance satisfaisante, la formule est reconduite pour le troisième test contre la Nouvelle-Zélande, à l'Eden Park d'Auckland. Si Dourthe commence mal la partie, son centre vis-à-vis Grahame Thorne l'esquivant sur sa première attaque, sa complémentarité avec les autres arrières français est démontrée, l'autre centre Trillo arrêtant Thorne dans la foulée. Durant la rencontre finalement concédée 19 à 12, le Magescquois inscrit le seul drop international de sa carrière. Après avoir quitté la Nouvelle-Zélande pour l'Australie, le XV de France affronte en semaine l'équipe de la province du Queensland. Victime d'un coup durant la rencontre, Dourthe cherche alors à se venger du joueur l'ayant attaqué ; repéré par l'arbitre lorsqu'il réalise son dessein, il est expulsé puis suspendu par la fédération du Queensland. Il manque de fait le test match contre les Wallabies,.

### Sacres en challenge Yves du Manoir
Dourthe et l'équipe de France accueillent en novembre 1968 les Springboks à deux reprises. Après une première défaite au parc Lescure, la ligne de trois-quarts est remaniée pour la revanche au stade Yves-du-Manoir : la paire de centre Dourthe-Lux est séparée, ce dernier glissant à l'aile « à contrecœur », et sont accompagnés à gauche par les néo-internationaux Bonal et Ruiz en l'absence de Maso et Trillo, blessés. Les Tricolores s'inclinent une nouvelle fois ; après cette série de matchs face aux Sud-Africains, Dourthe n'est plus appelé par les sélectionneurs jusqu'au dernier match du Tournoi des Cinq Nations 1969, avec un match nul concédé contre les Gallois à Colombes.

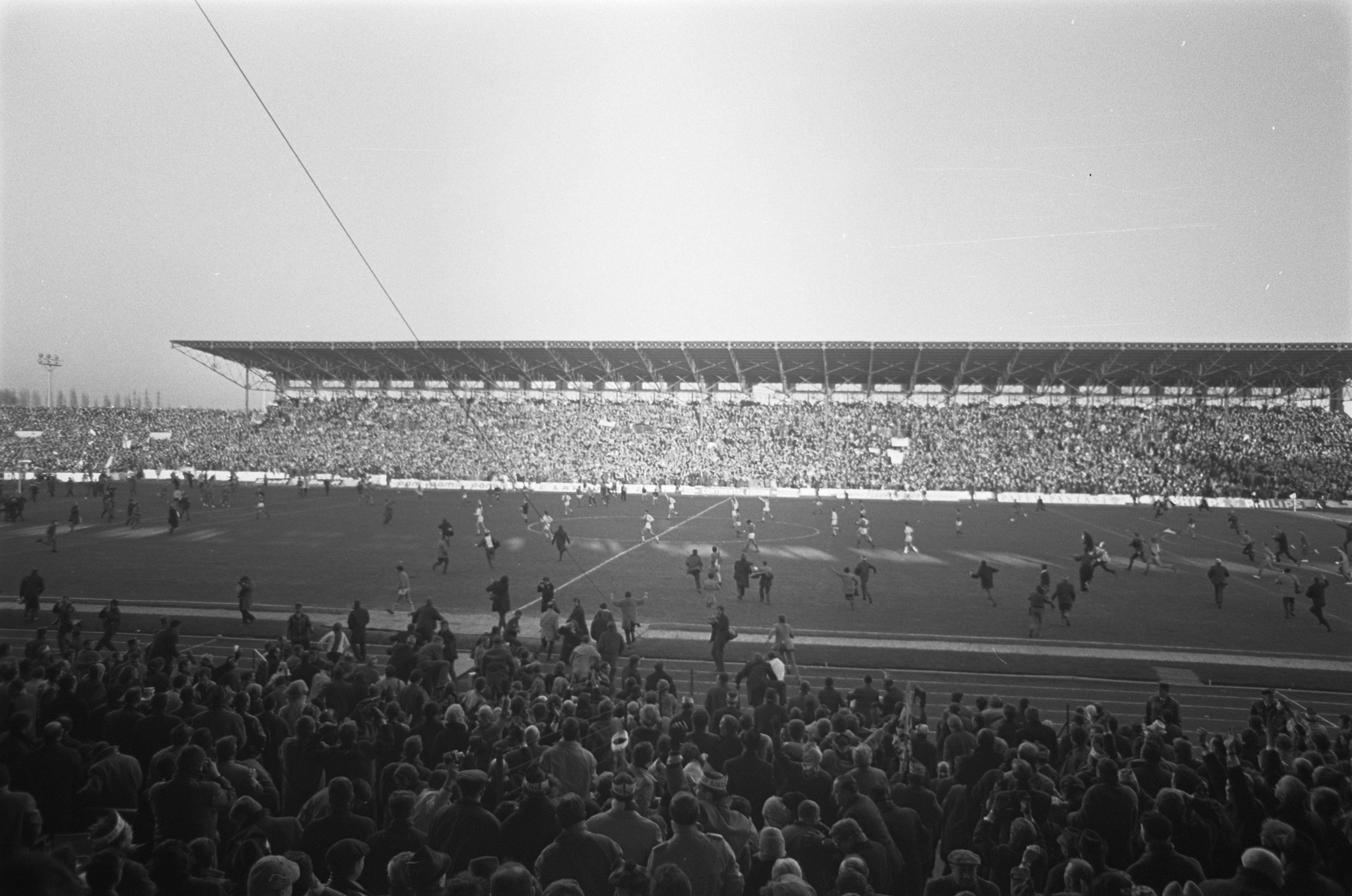
Dourthe remporte le challenge Yves du Manoir avec l'US Dax en 1969 et en 1971, au stade olympique Yves du Manoir (ci-contre en 3 1969 après un match de football).

En plus de son absence en équipe nationale, Dourthe est également éloigné des terrains en club en raison d'une opération de l'appendicite, et ne rechausse les crampons qu'une semaine avant le match du Tournoi. Les Dacquois atteignent en définitive le stade des demi-finales en championnat, s'inclinant contre le CA Bègles, futur champion de France. En challenge du Manoir, alors que l'US Dax est menée par le SU Agen en seconde mi-temps de la demi-finale disputée à Mont-de-Marsan, Dourthe inscrit l'essai de la victoire à deux minutes de la fin de la rencontre, concluant une contre-attaque dribblée avec l'ailier Arrieumerlou et le second centre Laborde après avoir récupéré un ballon lot-et-garonnais perdu. Un mois plus tard, le 27 avril 1969, dans une finale dominée par les Landais face au FC Grenoble, Dourthe inscrit un des six essais de son équipe et contribue à l'action de deux des autres réalisations. Alors que les performances des rouge et blanc s'appuyaient principalement sur ses avants cette saison, ce match est marqué par la prestation des trois-quarts pendant la finale avec quatre essais marqués ; le Magescquois est cité parmi les meilleurs joueurs du match avec Arrieumerlou et Laborde. Il remporte ainsi la compétition, le premier titre de sa carrière sous le maillot dacquois.
Alors que Claude Dourthe et son coéquipier Jean-Pierre Bastiat reçoivent une proposition de mutation de la part du club du CA Brive après cette saison 1968-1969, le président dacquois Dassé convainc ces deux derniers de rester à Dax : avec l'appui du maire Max Moras, il met à leur disposition un ancien hôtel désaffecté de la ville à proximité du casino pour installer leur activité extra-sportive. Alors que Bastiat occupe le rez-de-chaussée avec son agence d'assurances, un cabinet dentaire est aménagé par Dourthe et Lux, son coéquipier sous le maillot tricolore,, évoluant encore à cette date avec le club voisin de Saint-Vincent-de-Tyrosse.
Pendant deux saisons, la carrière internationale de Dourthe connaît alors une parenthèse ; en parallèle, son statut de meneur de l'équipe dacquoise s'affirme de plus en plus. Néanmoins, quelques claquages musculaires l'empêchent d'être présent lors de matchs critiques en championnat. En 1969-1970, l'US Dax est éliminée dès les seizièmes de finale par le FC Auch, puis la saison suivante en quart de finale contre le CA Brive. L'équipe connaît plus de succès lors du Challenge 1971. Premiers de leur poule, les rouge et blanc s'imposent facilement 28 à 11 en quart de finale contre l'USA Perpignan au stade Ernest-Wallon, où Dourthe marque un essai. Trois semaines plus tard, alors que les clubs de l'US Dax et de La Voulte sportif se neutralisent jusqu'à la 55e minute sur le terrain de Tarbes, une interception de Dourthe servant ensuite Arrieumerlou pour l'essai débloque la partie. Dans les cinq dernières minutes de jeu, deux nouveaux essais landais dont un de Dourthe scellent définitivement la partie sur le score de 22 à 3. En finale contre le Stade toulousain, l'attaque de Dourthe est à l'origine du deuxième essai des rouge et blanc. Les trois-quarts dacquois passent au total la ligne d'en-but à quatre reprises, pour assurer une victoire finale 18 à 8 ; Claude Dourthe remporte ainsi le challenge Yves du Manoir pour la deuxième fois, et l'USD pour la quatrième fois de son histoire.
Un mois plus tard, Dourthe fait son retour sous le maillot national, étant appelé en remplacement de Lux, qui a déclaré forfait pour la tournée en Afrique du Sud afin de se concentrer sur ses examens scolaires. Aligné en tant que remplaçant pour le second test match contre les Springboks à Durban, Dourthe entre en jeu à la suite de la blessure de Maso,. Sous une chandelle de Bérot, il tente de dégager au pied la balle avant que l'arrière sud-africain McCallum ne la capte ; ce dernier se retournant, il prend un coup de pied dans le dos par le centre tricolore. Cette action est à l'origine d'une bagarre entre les avants français et sud-africains, qui sera suivie par deux autres ; la rencontre se clôturera finalement sur un score nul de 8 partout.

### Saison tronquée en 1973: Tournoi remporté et finale de championnat manquée
La saison 1971-1972 voit la paire de centres internationaux Dourthe-Lux réunie en club sous le maillot dacquois. Après avoir affronté la Roumanie à l'automne, il joue à deux reprises contre l'Irlande, à domicile pour la deuxième journée du Tournoi des Cinq Nations 1972, puis pour un test match organisé à Dublin par la Fédération irlandaise,. En club, en Challenge comme en championnat, l'USD n'atteint pas la finale, s'inclinant à une semaine d'intervalle en demi-finale contre l'AS Montferrand puis en quart contre le CA Brive. Dourthe et Lux sont ensuite invités à participer à la tournée estivale en Australie. Après un match nul à Sydney, les centres dacquois sont alignés pour le second test match à Brisbane dans une configuration inédite : placés à l'aile autour de Maso et Trillo. La France s'impose sur le score de 16 à 15.
En 1973, Dourthe participe aux deux premières rencontres du Tournoi. Dans un Parc des Princes intégralement reconstruit, il contribue avec un essai à la victoire contre l'Écosse, sur le score de 16 à 13,, avant de s'incliner sur le sol anglais quelques semaines plus tard. Entre-temps, il affronte les All Blacks à Paris, marquant un des deux essais français scellant la victoire contre la Nouvelle-Zélande, la première de sa carrière en trois matchs. Une hépatite virale contractée au mois de février l'éloigne néanmoins des terrains pour le reste de la saison,. En son absence, les cinq équipes du Tournoi finissent avec un bilan de deux victoires pour deux défaites : elles sont toutes désignées comme ayant remporté ex aequo la compétition,,. En club, le Magescquois manque l'aventure en challenge du Manoir stoppée en demi-finale, mais surtout la finale de championnat, concédée contre le Stadoceste tarbais.

### Premier capitanat en équipe de France et fin de carrière sportive

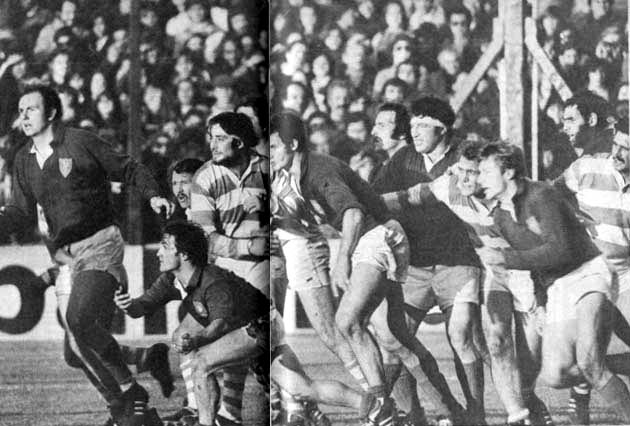
Le 20 6 1974 à Buenos Aires, Dourthe est nommé capitaine de l'équipe de France pour la première fois de sa carrière.

Après cette finale perdue par l'US Dax, son entraîneur Jean Desclaux choisit de quitter le club afin de donner suite à la proposition des dirigeants de la Fédération française, pour prendre en charge l'équipe de France, : Dourthe, perdant ainsi au quotidien le seul entraîneur qu'il ait connu dans sa carrière en équipe première, le retrouve ainsi pour ses dernières années internationales sous le maillot français. En club, il est rejoint par Jean-Louis Bérot, demi de mêlée ou d'ouverture et Dacquois d'origine n'ayant évolué jusque-là qu'avec le Stade toulousain. Fin janvier 1974, le triangle d'attaque Bérot-Lux-Dourthe de l'US Dax est reformé sous le maillot national,, ; les Tricolores s'imposent 9 à 6 pour le match d'ouverture du Tournoi. Non rappelé pour la suite de la compétition, Dourthe est éliminé du championnat en quarts de finale du championnat par la Section paloise, ainsi qu'après une demi-finale du Challenge dominée par le CA Brive, malgré deux percées du centre non concrétisées en première mi-temps. Il retrouve l'équipe de France lors de la tournée estivale en Argentine, où il est nommé capitaine lors de matchs en semaine contre des équipes locales, mais surtout pour le premier test match contre les Pumas ; lors de cette rencontre, il marque le premier essai qui mènera à une victoire sur le score de 15 à 20. Une semaine plus tard, bien qu'il ne soit plus pourvu du capitanat, il contribue à nouveau à la victoire contre les Argentins, avec un essai marqué pour s'imposer 27 à 31.
À l'automne 1974, Dourthe retrouve les Springboks, l'équipe qu'il a le plus souvent affrontée sous le maillot tricolore, à deux reprises dans le cadre de leur tournée en Europe. L'équipe de France s'incline à chaque fois, 4 à 13 à Toulouse puis 8 à 10 à Paris ; le centre de Dax marque malgré tout un essai au Parc des Princes. Le Tournoi des Cinq Nations 1975 marquera la fin de sa carrière internationale, à l'âge de 26 ans. Après une première défaite à domicile 10 à 25 contre le pays de Galles, la composition des avants est largement remaniée, ainsi que la charnière ; Dourthe hérite du brassard de capitaine en l'absence du demi de mêlée Jacques Fouroux, non-sélectionné, pour les matchs suivants en Angleterre et contre l'Écosse. Après s'être imposé à Twickenham, il contribue au succès français au Parc des Princes en marquant le dixième essai international de sa carrière, assurant une victoire étriquée 9 à 10. Ce match sera par ailleurs le dernier sous le maillot national,. Dourthe consacre encore deux saisons à son club de l'Union sportive dacquoise. Pour la fin de la saison 1974-1975, malgré sa performance en huitièmes de finale de championnat contre le FC Lourdes, ils sont encore éliminés par le CA Brive en quart. La performance en Challenge n'est pas meilleure, stoppée par le RC Vichy en huitièmes.
La saison suivante, Dourthe participe à Tarbes à la demi-finale de Challenge contre le SC Graulhet ; les rouge et blanc, « peu motivés », sont surpris dès l'entame de match par un essai tarnais. Malgré des percées de Lux puis de Dourthe vers la 10e minute afin de changer le cours de la rencontre, les trois-quarts sont peu servis par la suite. Ils s'inclinent finalement aux portes de la finale sur le score de 7 à 16. Une semaine plus tard, à nouveau à Tarbes, leur parcours en championnat s'achève en quarts nationaux face au RC Narbonne.
L'US Dax est éliminée prématurément du championnat et du challenge Yves du Manoir en 1977 ; elle s'incline largement en huitième de finale contre Béziers par plus de 40 points d'écart. Dourthe, blessé, ne prend pas part au quart de finale du Challenge concédé contre l'AS Montferrand.
Claude Dourthe prend alors sa retraite sportive à la fin de cette saison 1976-1977, à l'âge de 28 ans.

### Carrière de dirigeant auprès de la Fédération

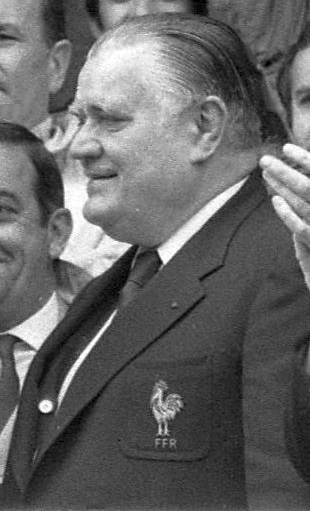
Dourthe entre au comité directeur de la Fédération en 1984, alors sous la présidence d'Albert Ferrasse, en poste de 1968 à 1991.

En parallèle de sa carrière de joueur, Claude Dourthe et son coéquipier Jean-Pierre Lux ouvrent un cabinet dentaire à Dax,,,, après avoir fait leurs études ensemble.
Après sa retraite sportive, il troque rapidement le maillot de joueur pour entrer dans l'équipe dirigeante de l'Union sportive dacquoise,, au moins jusque dans les années 2000. Il occupe quelque temps le poste de président, au début des années 1980.
En 1984, il entre au comité directeur de la Fédération française de rugby, élu le 6 octobre, et nommé au département médical de la section sportive pour le quadriennat 1984-1988 du président Albert Ferrasse.
Il fait son retour à partir de 1991 à la Fédération, et occupe notamment des postes auprès des commissions dédiées au haut niveau des catégories juniors de l'équipe de France. Sympathisant de Ferrasse, il est élu le 13 avril, à la tête de la sélection « cadets et juniors » de la section sportive. Après la démission du président Ferrasse, et à la suite de l'élection de Bernard Lapasset, Dourthe est affecté parmi les assistants au manager des équipes de France Robert Paparemborde. Il est l'un des représentants du « haut niveau » dans la liste de Lapasset réélue le 16 septembre 1995 sans opposition, occupant le poste nouvellement créé de chargé des ressources humaines ; deux ans plus tard, il est investi en tant que responsable des équipes nationales de jeunes. Dourthe entre ensuite au bureau fédéral dans la liste réélue, toujours sans aucune liste d'opposition, le 13 juin 1998 ; il est alors chargé de mission auprès de la mission « élite jeunes ».
Sa présence auprès des équipes de France juniors permet à l'US Dax de détecter les jeunes joueurs prometteurs dans les années 1990, notamment Olivier Magne, Pascal Giordani, David Laperne et Rémi Susbielles, champions de France 1993 en catégorie Reichel sous les couleurs dacquoises.
Après plusieurs réélections, Dourthe quitte finalement la Fédération en 2012, ne se représentant pas sur la liste du président sortant Pierre Camou.

## Palmarès

### En club
Dès sa première année au sein du club de l'Union sportive dacquoise, Claude Dourthe y remporte le championnat de France en catégorie cadets, en 1965.
Avec l'équipe première, il s'incline en finale du championnat de France en 1966,. En 1973, bien qu'il prenne part au début de saison avec le club, il manque la fin du championnat et ne participe pas à la finale disputée par l'US Dax,.
Il remporte le challenge Yves du Manoir à deux reprises, en 1969 et 1971, après s'être incliné une première fois en 1968.

### En équipe nationale
Claude Dourthe a remporté le Tournoi des Cinq Nations à deux reprises consécutives, en 1967 et 1968, puis en 1973 lors de la victoire partagée de la France. La deuxième année, l'équipe de France l'emporte avec le Grand Chelem, le premier de l'histoire de la sélection.
| Édition           | Rang | Résultats France | Résultats Dourthe | Matchs Dourthe |
| ----------------- | ---- | ---------------- | ----------------- | -------------- |
| Cinq Nations 1967 | 1    | 3 v, 0 n, 1 d    | 3 v, 0 n, 1 d     | 3/4            |
| Cinq Nations 1968 | 1    | 4 v, 0 n, 0 d    | 1 v, 0 n, 0 d     | 1/1            |
| Cinq Nations 1969 | 5    | 0 v, 1 n, 3 d    | 0 v, 1 n, 0 d     | 0/1            |
| Cinq Nations 1972 | 4    | 1 v, 0 n, 3 d    | 0 v, 0 n, 1 d     | 0/1            |
| Cinq Nations 1973 | 1    | 2 v, 0 n, 2 d    | 1 v, 0 n, 1 d     | 1/2            |
| Cinq Nations 1974 | 2    | 1 v, 2 n, 1 d    | 1 v, 0 n, 0 d     | 1/1            |
| Cinq Nations 1975 | 2    | 2 v, 0 n, 2 d    | 2 v, 0 n, 1 d     | 2/3            |

Légende : v = victoire ; n = match nul ; d = défaite ; la ligne est en gras lorsqu'il y a Grand Chelem.

## Statistiques en équipe nationale
De 1966 à 1975, Claude Dourthe dispute 33 matchs avec l'équipe de France au cours desquels il marque 10 essais et un drop, pour 40 points au total,, s'imposant à 17 reprises, pour 13 défaites et 3 matchs nuls. Il est nommé capitaine de l'équipe à trois reprises, en 1974 et 1975. Il est enregistré en tant qu'international no 557 dans le registre de la Fédération française de rugby,.
Il prend part à sept éditions du Tournoi des Cinq Nations, de 1967 à 1969 puis de 1972 à 1975, à une époque où la compétition entre les cinq équipes européennes représente les matchs les plus importants de l'année pour la sélection française. Durant les trêves estivales, il participe à diverses tournées, en Afrique du Sud en 1967 et 1971, en Nouvelle-Zélande en 1968, en Australie en 1968 et 1972, et en Argentine en 1974,.
Durant sa carrière internationale, l'équipe d'Afrique du Sud est celle affrontée le plus souvent par Dourthe sous le maillot français, avec huit matchs disputés pour un seul remporté.
Avec 33 sélections, Claude Dourthe fait partie des joueurs landais les plus capés de son époque, derrière André Boniface (avec 48 sélections), Jean-Pierre Lux (47), Christian Darrouy (40), Didier Camberabero (36), Guy Boniface (35), et devançant Pierre Albaladejo (30). Entre-temps, il a été devancé par d'autres joueurs landais, comme Raphaël Ibañez (98 sélections) et Olivier Roumat (62).
| Année | Compétition            | Matchs | Points | Essais | Transf. | Pénal. | Drops |
| ----- | ---------------------- | ------ | ------ | ------ | ------- | ------ | ----- |
| 1966  | Coupe des nations FIRA | 1      | 0      | -      | -       | -      | -     |
| 1967  | Cinq Nations           | 4      | 6      | 2      | -       | -      | -     |
| 1967  | Test matchs en tournée | 1      | -      | -      | -       | -      | -     |
| 1967  | Test matchs à domicile | 4      | 3      | 1      | -       | -      | -     |
| 1968  | Cinq Nations           | 1      | 0      | -      | -       | -      | -     |
| 1968  | Test matchs en tournée | 1      | 3      | -      | -       | -      | 1     |
| 1968  | Test matchs à domicile | 2      | -      | -      | -       | -      | -     |
| 1969  | Cinq Nations           | 1      | 0      | -      | -       | -      | -     |
| 1971  | Coupe des nations FIRA | 1      | 4      | 1      | -       | -      | -     |
| 1971  | Test matchs en tournée | 1      | -      | -      | -       | -      | -     |
| 1972  | Cinq Nations           | 1      | 0      | -      | -       | -      | -     |
| 1972  | Coupe des nations FIRA | 1      | 0      | -      | -       | -      | -     |
| 1972  | Test matchs en tournée | 3      | 0      | -      | -       | -      | -     |
| 1973  | Cinq Nations           | 2      | 4      | 1      | -       | -      | -     |
| 1973  | Test matchs à domicile | 1      | 4      | 1      | -       | -      | -     |
| 1974  | Cinq Nations           | 1      | 0      | -      | -       | -      | -     |
| 1974  | Test matchs en tournée | 2      | 8      | 2      | -       | -      | -     |
| 1974  | Test matchs à domicile | 2      | 4      | 1      | -       | -      | -     |
| 1975  | Cinq Nations           | 3      | 4      | 1      | -       | -      | -     |
| Total | Total                  | 33     | 40     | 10     | 0       | 0      | 1     |

| Équipe           | Matchs | Victoires | Nuls | Défaites | Ratio victoires |
| ---------------- | ------ | --------- | ---- | -------- | --------------- |
| Afrique du Sud   | 8      | 1         | 6    | 1        | 18,75 %         |
| Angleterre       | 3      | 2         | 1    | 0        | 66,66 %         |
| Argentine        | 2      | 2         | 0    | 0        | 100,00 %        |
| Australie        | 3      | 2         | 0    | 1        | 83,33 %         |
| Écosse           | 3      | 2         | 1    | 0        | 66,66 %         |
| Pays de Galles   | 4      | 2         | 1    | 1        | 62,50 %         |
| Irlande          | 4      | 2         | 2    | 0        | 50,00 %         |
| Nouvelle-Zélande | 3      | 1         | 2    | 0        | 33,33 %         |
| Roumanie         | 3      | 3         | 0    | 0        | 100,00 %        |

## Famille

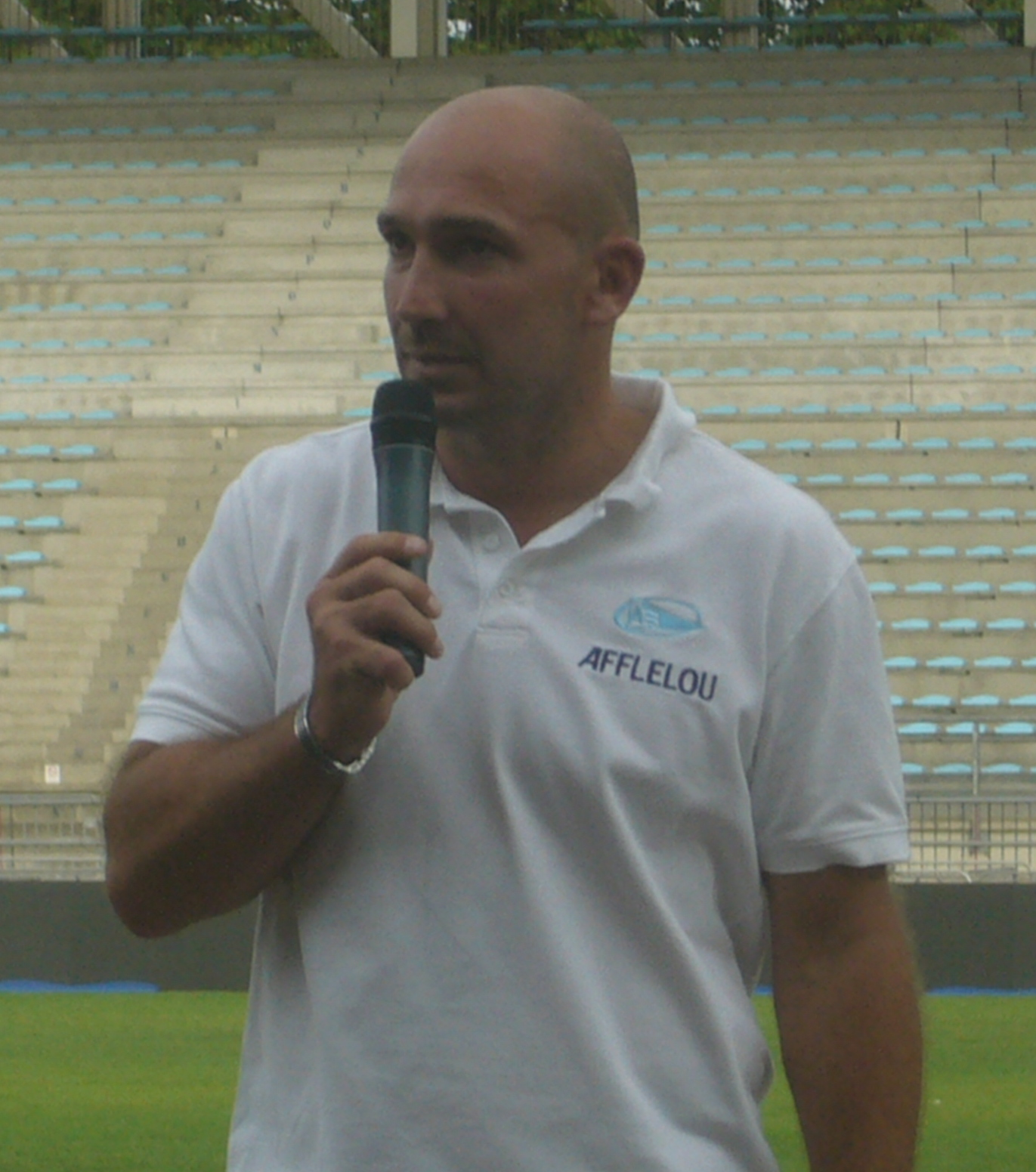
Richard Dourthe, l'un des trois enfants de Claude, ici en tant qu'entraîneur de l'Aviron bayonnais en 2009.

Claude est le benjamin des trois enfants de la famille Dourthe : outre le frère aîné, son deuxième frère Yves est plus âgé de deux années.
Claude rencontre son épouse Maryse à Dax ; ils fondent une famille de trois enfants. Leur fils Richard Dourthe, né pendant la dernière saison internationale de Claude, deviendra également joueur de rugby à XV ; comme son père, Richard est formé à l'Union sportive dacquoise avant d'être appelé à porter le maillot de l'équipe de France à 31 reprises. Deux filles complètent la famille Dourthe, Marion et Sandra, mariées respectivement à Olivier Magne et Raphaël Ibañez, deux autres joueurs internationaux français ayant fait leurs débuts de carrière dans le club dacquois,.

## Style de joueur
Claude Dourthe, de par son parcours, fait preuve de précocité dans le jeu et ses capacités physiques. Dans sa jeunesse, il œuvre pour pallier le handicap de son âge, ayant grandi avec un frère aîné de deux années et ses amis du même âge. Les circonstances le conduisent par la suite à gravir très rapidement les échelons dans sa carrière, autant en club qu'en équipe nationale. Pierre Albaladejo fait ainsi le rapprochement entre la disparition en 1964 des trois-quarts dacquois Raymond Albaladejo, Émile Carrère et Jean Othats dans un accident de la route avec l'ascension du jeune Magescquois en équipe première, acquise autant grâce aux performances remarquées de Dourthe en équipe scolaire et avec les cadets dacquois qu'aux manques dans les lignes arrières de l'équipe première. Malgré sa jeunesse, l'intégration de Dourthe et son murissement ont lieu à une vitesse étonnamment rapide. Dans le chapitre de son ouvrage Carré d'as retraçant la carrière de Dourthe de ses débuts à 1971, Jean Cormier extrapole partiellement sur les raisons de l'apparition au niveau international de Dourthe, Maso, Lux et Trillo, l'associant au départ des frères André et Guy Boniface, écartés de la sélection nationale après la défaite contre le pays de Galles en 1966.
Alors que traditionnellement, les performances des joueurs des lignes arrières ne sont pas nécessairement louées par ceux du paquet d'avants, celles du centre Dourthe sont appréciées par ses coéquipiers de la mêlée dacquoise. L'un d'eux rapporte : « quand, devant, nous nous sommes battus pour sortir un ballon, croyez que cela fait mal au cœur de le voir gaspillé, mal utilisé derrière. Avec Claude, on peut être tranquille. Le maximum en sera tiré de ce ballon »,. Son surnom le plus populaire, le Chameau, naît en 1966 de la bouche du talonneur Léon Berho par analogie à son profil physique au dos bossu ainsi qu'à sa bosse sur le nez, soit « deux bosses » à l'instar de l'animal,,. Sa silhouette lui confère un style de course atypique, le dos légèrement voûté et les épaules rentrées.
Dourthe se décrit lui-même comme un « gagneur [qui ne] supportait pas perdre [et] n'avait pas peur de défendre ». N'étant pas très rapide, il « utilise ses forces plutôt que ses faiblesses », et fait preuve de plaquages « désintégrants » contre ses adversaires. Un article du quotidien britannique The Times publié en 2006 le classe à ce propos 8e parmi les 10 joueurs français « les plus effrayants » ; il est d'ailleurs le seul trois-quarts de cette sélection,. Le demi de mêlée dacquois Jean-Claude Lasserre décrit le style rugueux de son centre autant comme l'une de ses forces et que de ses faiblesses : s'il est est, à sa connaissance, « le seul [...] depuis Guy Boniface, capable après avoir démoli un adversaire sur un placage, de récupérer un ballon et de repartir immédiatement », sa hargne le pousse parfois à de mauvais gestes par réflexe, conduisant à des coups francs sifflés par les arbitres,. Dourthe est en effet comparé au centre montois lors de ses débuts, pour leur nature batailleuse commune et après lui avoir succédé sous le maillot tricolore.
Parmi les analyses sur son style de jeu, son manque de technique est parfois souligné, à l'instar du Bayonnais Jean Dauger, jugeant par exemple Dourthe « meilleur à un contre deux plutôt qu'à deux contre un », portant trop le ballon au détriment du jeu à la passe ; son coéquipier en club Albaladejo préfère y voir une qualité, en réussissant à conserver le ballon dans des situations difficiles.
En dehors de ses performances individuelles, Claude Dourthe forme une paire de centres complémentaires avec Jean-Pierre Lux, autant sous le maillot national qu'en club, lorsque ce dernier a rejoint l'US Dax près de quatre ans après leur première association internationale. En plus de leur complicité hors du terrain, connaissant chacun le jeu de l'autre, ils adaptent ainsi leur façon de jouer suivant les situations. Ainsi, lorsque Dourthe s'apprête à monter en pointe sur un attaquant adverse, Lux se prépare à récupérer le ballon lâché par ce dernier sur le plaquage afin de lancer une contre-attaque rapide. À l'inverse, Dourthe étant moins rapide que Lux, lorsqu'il voit son coéquipier attaquer un centre adverse à priori « un peu faible en défense », il anticipe son cadrage-débordement en lançant sa course plus tôt, le tout afin de se présenter à sa hauteur à la sortie de l'action.